# フアン・マヌエル・ディアス
フアン・マヌエル・ディアス・マルティネス（Juan Manuel Díaz Martínez, 1987年10月28日 - ）は、ウルグアイ・モンテビデオ出身のサッカー選手。ポジションはディフェンダー。

## 経歴
2008年1月、アルゼンチンのエストゥディアンテス・デ・ラ・プラタに移籍し、同年のコパ・リベルタドーレス4試合に出場した。2010年からCAリーベル・プレートへ移籍。
2007年には南米ユース選手権とFIFA U-20ワールドカップに出場した。

## 所属クラブ
- 2007  リベルプールFC
- 2008-2009  エストゥディアンテス・デ・ラ・プラタ
- 2010-2012  CAリーベル・プレート
- 2012-2016  ナシオナル・モンテビデオ
- 2016  ラシン・クラブ・デ・モンテビデオ
- 2016-2017  AEKアテネFC